# Pterorthochaetes cribricollis
Pterorthochaetes cribricollis är en skalbaggsart som beskrevs av Raffaello Gestro 1899. Pterorthochaetes cribricollis ingår i släktet Pterorthochaetes och familjen Hybosoridae. Inga underarter finns listade i Catalogue of Life.